# Colaphus pulchellus
Colaphus pulchellus é uma espécie de artrópode pertencente à família Chrysomelidae.